# NQEA Pty Ltd
NQEA Pty Ltd est une société d'ingénierie et de construction navale basée à Cairns, en Australie. La société est fondée en 1948 en tant que société de fournitures d'ingénierie nommée North Queensland Engineers & Agents, puis s'est développée en 1966 dans la construction navale au cours duquel elle fut renommée.
NQEA a construit plusieurs navires pour la marine royale australienne (notamment les patrouilleurs de la classe Fremantle et les navires de recherche hydrographique de la classe Leeuwin). La société a été engagée pour construire des tronçons destinés à former les coques des destroyers de la classe Hobart en mai 2009, avant de perdre le contrat un mois plus tard au profit de BAE Systems Australia après avoir admis qu'une restructuration interne pourra entraîner des difficultés à respecter les obligations contractuelles.
La société a également construit des ferrys catamarans pour la State Transit Authority (en) (maintenant exploitée par Sydney Ferries), Thames Clippers (en) basée à Londres, et pour des opérateurs en Polynésie française et aux Pays-Bas,.